# ダイヤモンドリング (BIGMAMAのシングル)
「ダイヤモンドリング」は、BIGMAMAの4枚目のシングル。2009年7月22日にRX-RECORDSよりリリースされた。

## 概要
前作『Weekly Fairy Tale』から10ヶ月ぶりのリリース。通常盤のみでのリリースとなっている。今作の発売日は、表題曲のテーマである『皆既日食』にちなんで、日本で46年ぶりに皆既日食が観測される日に設定された。

## 楽曲解説
ダイヤモンドリング（2035/09/02）
表題曲。MVが作られている。
『皆既日食』をテーマに、太陽を「あなた」、月を「わたし」、そして地球を「みんな」に例えて、日食と男女の再開を重ねたロマンチックな楽曲。
タイトルからも分かる通り、ある時期から26年後先の未来の情景を描いている作品でもある。そのある時期について描いた楽曲は『and yet, it moves 〜正しい地球の廻し方〜』に収録されている、「as one（2009/7/22）」にあたる。
Have You Never Been Mellow 〜そよ風の誘惑〜
Olivia Newton-Johnが1975年に発表した楽曲「Have You Never Been Mellow」のカバー曲。

## 収録曲
| 全編曲: BIGMAMA。 |                                                 |             |             |      |
| #                 | タイトル                                        | 作詞        | 作曲        | 時間 |
| 1.                | 「ダイヤモンドリング（2035/09/02）」            | 金井政人    | BIGMAMA     | 4:33 |
| 2.                | 「Have You Never Been Mellow 〜そよ風の誘惑〜」 | Farrar John | Farrar John | 4:06 |
| 合計時間:         | 合計時間:                                       | 合計時間:   | 合計時間:   | 8:39 |